# Mats Benner
Mats Sven Åke Benner, född 17 december 1965, är en svensk sociolog och rektor vid Ekonomihögskolan vid Lunds universitet.
Mats Benner disputerade 1997 vid Lunds universitet och blev 2003 föreståndare  för Forskningspolitiska institutet i Lund. Han är sedan 2009 professor i forskningspolitik vid Lunds universitet och invaldes samma år som ledamot av Ingenjörsvetenskapsakademien. Den 12 november 2020 utsågs han till rektor för Ekonomihögskolan vid Lunds universitet.